# Sint-Vituskerk (Bokeloh)
De Sint-Vituskerk (St. Vitus-Kirche) is een katholiek kerkgebouw in de Nedersaksische stad Meppen in het Landkreis Emsland. De kerk gaat terug op de 10e eeuw en is gelegen op het adres Am Kirchberg 1 in Bokeloh. Kerkpatroon is de heilige Vitus, tweede patroon is Catharina van Alexandrië.

## Geschiedenis en bouw

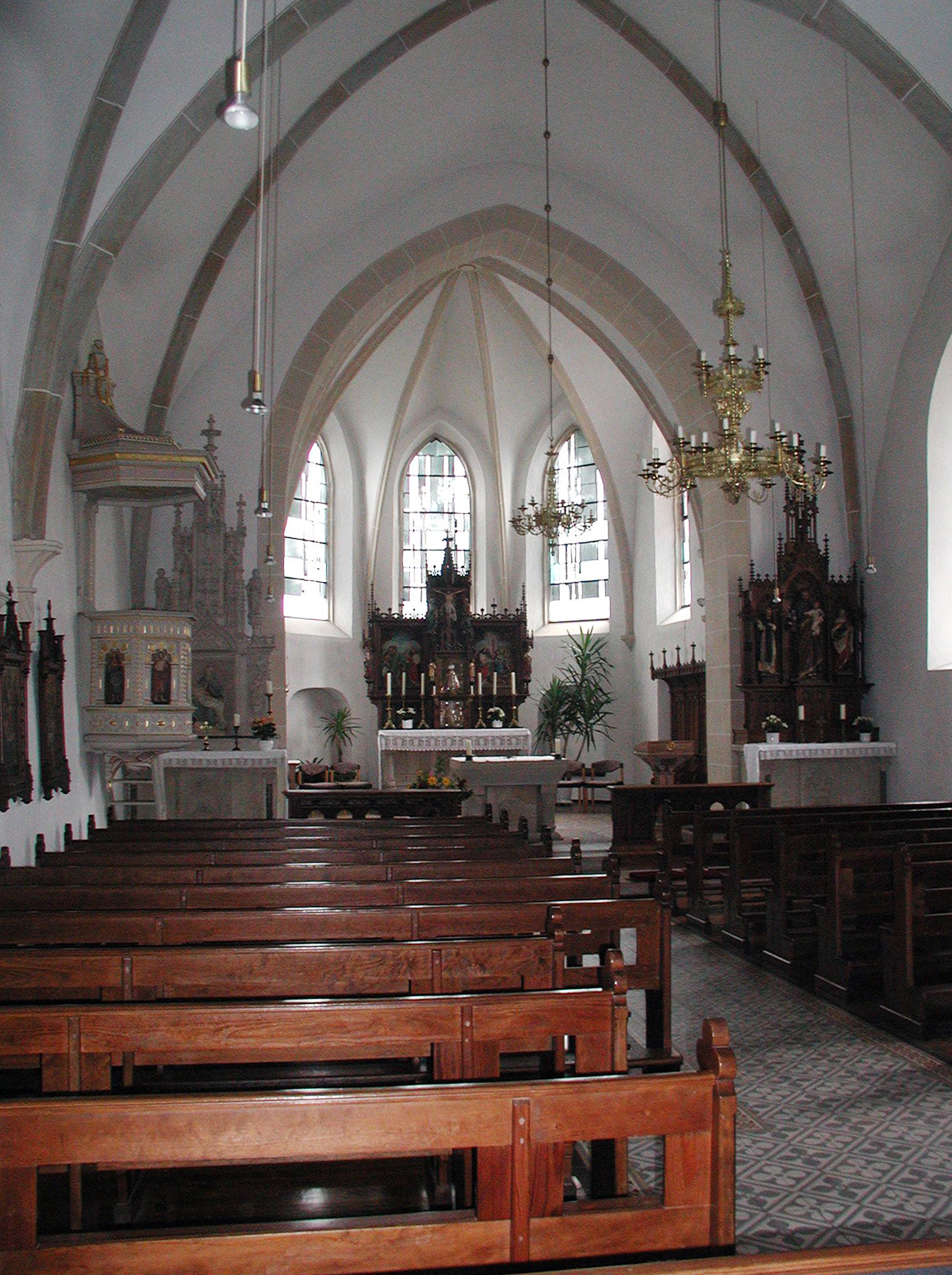
Interieur

De Sint-Vituskerk staat aan de oever van de Hase in het Ortsteil Bokeloh en werd meerdere malen verbouwd en gerenoveerd.  

#### Voorgeschiedenis en de romaanse kerk
De oorspronkelijke kerk werd ofwel op het feest van Maria Hemelvaart in het jaar 948 door bisschop Dodo I, ofwel door bisschop Dodo II voor 996 ingewijd. Het is mogelijk dat er eerder nog een houten kerk heeft gestaan om van daaruit het gebied te kerstenen. 
Van de romaanse kerk bleven muurdelen in het oosten bewaard, die bestaan uit veldstenen en ijzeroer.

#### Verbouwingen en renovaties
In 1462 werd een gotisch koor met 5/8 afsluiting aangebouwd. De bestaande kleine rondboogvensters werden vervangen door grotere gotische ramen en rond 1500 werd ook het kerkschip van een gotische gewelf voorzien. De kerktoren stamt uit het jaar 1512. In 1811 stortte de spits van de toren in en verwoestte het gewelf van de kerk. De eerste renovaties van de kerk vonden in de jaren 1901-1903, 1973 en 1985 plaats en in 1968 werd de altaarruimte heringericht. Vanaf 1991 volgden er grondige verbouwingen waarbij het gewelf van het kerkschip weer in gotische vorm werd hersteld. Tot 1994 werd een binnenrenovatie doorgevoerd. Met het inbouwen van nieuwe ramen werd de restauratie in 1998 afgesloten. Op 15 augustus 1998, tijdens het 1050-jarig jubileum van de kerk, consacreerde de bisschop van Osnabrück Franz-Josef Bode het altaar en zegende de ambo.

## Gebruik
De Sint-Vituskerk dient, naast de nieuwe parochiekerk Sint-Ludgerus, als parochiekerk voor de circa 1950 zielen (stand 2011) tellende katholieke gemeenschap en bezit zo'n 270 zitplaatsen. Het kerkgebouw is meestal dagelijks van 08:00 tot 18:00 uur geopend.

## Kunstwerken
Bewaard bleef een voormalig sacramentshuisje uit het jaar 1462, een Catharina-epitaaf uit 1678, een piëta aan de buitenmuur van het koor uit de 17e eeuw en meerdere schilderijen.

## Klokken en orgel
In de toren hangen drie klokken: een bronzen ais'-klok uit 1903 van de klokkengieter F. Otto uit Hemelingen en een stalen fis'- en gis'-klok uit 1957 van de Bochumer Verein.
Het orgel stamt uit 1845 en werd door de orgelbouwer F. Wenthin & W. Meese uit Tecklenburg gebouwd. In de jaren 1989-1994 werd het orgel gerenoveerd.